# 林京珍

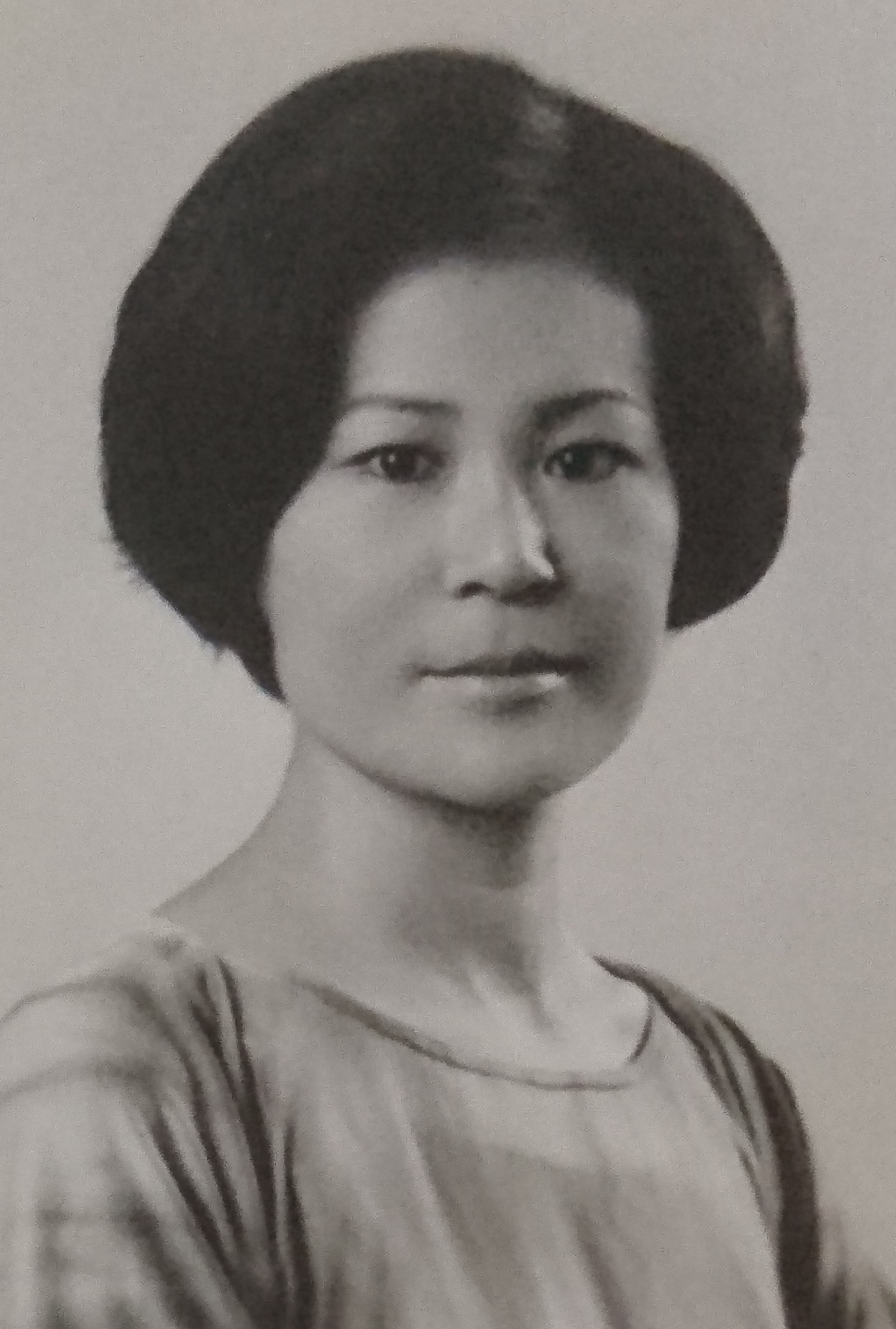
林京珍：華視第一位女導播

林京珍，台南縣新營鎮人，中華電視公司（華視）第一位女導播，其母親家族為擁有百年歷史、位於台灣第一條歷史街區的漢藥店「益安堂」；代表作品為《保鑣 (1974年電視劇)》，曾榮獲中華民國72年度華視獎最佳導播獎、入圍第18屆金鐘獎之電視金鐘獎導播獎；進入華視前曾在光啟文教視聽節目服務社（光啟社）擔任助理導播，亦是中華民國教育部民族藝術薪傳獎指定導播。林京珍就讀於臺灣總督府屏東師範學校（現為國立屏東大學），年輕時曾為國小教師；於國立臺灣藝術專科學校（現為國立臺灣藝術大學）廣電科畢業。1997年自電視事業提前退休後移居加拿大，從事海外華僑中文教育事業。

## 歷年電視作品
- 《西螺七劍 (1972年)[3]》--（導播）-- 為中華電視公司（華視）於1972年3月7日至1972年10月13日期間所播出的午間連續劇，也是華視開台後的第二檔臺語連續劇，全222集，每集約30分鐘。故事敘述太平天國之亂時，一位身懷絕技及高超醫術的少林武師阿善師（劉林飾演），秉持著濟世救人的胸懷雲遊四海，來到並定居在台灣的西螺，遇到了當地彼此互相仇視械鬥，號稱「七崁」的七大派系。在阿善師的調解之下，七崁間的仇恨值就此急轉直下，進而成為了師兄弟，並組成了「七劍陣」。這七位個性截然不同的「好漢」，經過一連串的曲折恩怨後，終於團結在一起來共同對抗日軍。翻開台灣電視史，「西螺七崁」不僅創下了當時晚間七點萬人空巷的高收視率轟動全台灣，更以二百二十二集的播出集數，開啟台灣電視連續劇長壽節目之先例[4]。

- 《保鑣 (1974年電視劇)》--（導播）-- 為中華電視公司（華視）於1974年9月6日至1975年6月25日期間所播出的八點檔武俠古裝劇，全256集[5]，每集播出90分鐘。故事敘述明世宗嘉靖年間奸臣嚴嵩在朝中專橫酷吏，養育著自幼習武的三位女兒之中原鏢局總鏢頭趙天豪，為了挽救江南百姓不計酬勞接了一個最危險的鏢，那就是必須將寫滿著嚴嵩禍國殃民罪狀之血書護送入京，準備密呈向嫉惡如仇的「鐵面御史」鄒應龍舉發，以除去嚴嵩等朝中奸丞。不過因中原鏢隊中的趙大小姐碧鳳個性軟弱及趙二小姐夢嬌的個性驕縱，整個保鑣的任務就落在個性沈穩的趙三小姐燕翎（張玲[6]飾演）身上。得知此事的嚴嵩接二連三派出了「鐵衣衛」殺手來阻止燕翎的鑣隊進京，正邪兩方就此展開一連串的交手。「保鑣」為林京珍導播早期的代表作品，這部蔣中正生前最愛看的電視劇[7]，締造了當時輝煌的收視記錄[8]，也因為蔣中正逝世而停播一個月[9]。

- 《四大美人-楊貴妃 (1975年電視劇)》--（導播）-- 為中華電視公司（華視）於1975年12月22日至1976年2月24日期間所播出的八點檔歷史古裝劇。故事敘述楊貴妃（陳麗麗飾演）頗受唐玄宗寵幸，時逢安史之亂，玄宗出奔入蜀，至馬嵬坡，大軍飲恨不發，卒誅楊國忠並賜貴妃自縊。安史之亂平定後，玄宗返朝後倍思貴妃空留遺恨。「四大美人之楊貴妃」是由黃梅調連續劇代表人物之一的陳麗麗反串演出紅遍全台的華視「江南遊」中的「小王爺」前所演出的鮮少女性角色之一[10]。

- 《新西遊記 (1982年布袋戲)》--（導播）-- 為中華電視公司（華視）於1982年7月14日開播的午間布袋戲劇。以迎合兒童觀眾口味，製作人李至善這次受命請到黃俊雄的徒弟「洪連生布袋戲團」上陣。「西遊記」是一部家喻戶曉、中外皆知的中國傳統文學作品。劇中的木偶人物，除了唐三藏、孫悟空、豬八戒及沙悟淨之外，同時還加入了一些趣味性的木偶人物及妖魔鬼怪。「新西遊記」的製作播出方式，都是採取預先錄音，而後寫劇本的方式，並特別側重劇情及木偶人物的喜劇性[11]。「新西遊記」為林京珍參加第18屆金鐘獎最佳電視導播獎之入圍作品。

- 《華視科幻劇場:衛斯理傳奇之透明光、天人 (小說) (1983年電視劇)》--（導播）-- 為中華電視公司（華視）於1983年7月11日至1983年7月30日期間所播出的八點檔科幻劇，全20集，每集播出60分鐘。為「香港四大才子」倪匡最膾炙人口的「衛斯理傳奇」系列劇集的第一及第四個故事，「透明光」敘述衛斯理（楊光友飾演）因故連同兩位好友，先後被一個源自於印加帝國的盒子所釋放出的透明光照射後，而變成透明活骷髏人。衛斯理必須對抗另一個透明殺人王，並設法找出還原他們自己的方法。而在「天人」中，兩位醫師被X光片所射出的強光擊斃，而卡爾斯將軍時常隱隱作痛的頭殼可能藏著與外星球有關的重大秘密，等待著衛斯理來解開這個謎團。此劇是由台北演藝經紀文化交流協會榮譽理事長楊光友早期為華視演員小生時所演出的電視劇之一[12]。

- 《蛇郎君 (1984年歌仔戲)》--（導播）-- 為中華電視公司（華視）於1984年2月14日至1984年3月19日期間所播出的午間歌仔戲劇，全33集，每集約30分鐘。故事描述蛇郎君（葉青飾演）羅浮躲過雷火劫數，修煉一千五百年後終於名列仙班。看守仙草紫玉芝的瓊花仙子，奉命到瑤池採靈芝給當天壽誕的西王母，而巧遇彼此一見鐘情的羅浮。由於仙子對人間感到好奇，男女主角便扮演起人間夫妻來。此舉觸怒了王母娘娘，瓊花仙子因此被貶入人間，羅浮則在太乙真人的擔保下，改為下凡懲奸除惡來將功贖罪。歷經曲折，二十年後兩人在凡間重逢終而結為一對凡間的神仙眷侶。台灣經典民間傳奇「蛇郎君」大膽運用ＤＰＥ(數字視頻特技)的特效，為當時電視歌仔戲一大創舉[13]。

- 《風飛沙西北雨 (1984年電視劇)》--（導播）-- 為中華電視公司（華視）於1984年8月14日至1984年9月13日期間所播出的午間臺語連續劇，全30集，每集約90分鐘。故事敘述一個平靜的小村莊近來連續發生數件令村人恐慌的鬼魅軼事在作祟。村長為此數度動員村民捕捉皆徒勞無功，只好貼出佈告重金聘請高手來除害。於是真假「風飛沙」（石英飾演）都出現，引發接二連三的怪事。由於當時老三台處於「限武令」時期，本為武俠劇的「風飛沙西北雨」不能打，改走喜感路子，並由當時執導 臺語劇已有相當經驗的女導播林京珍掌鏡，當時媒體報導林導播大膽地讓音效設計以輕快有趣的現代音樂來烘托劇情，使得原本輕鬆逗笑的劇情更顯輕鬆逗笑，卻還不致於令人感覺到不搭調[14]。

- 《草螟弄雞公 (1988年電視劇)》--（導播）-- 為中華電視公司（華視）於1988年2月19日至1988年3月20日期間所播出的午間爆笑連續劇，全30集，每集約30分鐘。又名《蚱蜢與公雞》，故事描述均喜歡林金花的唐大獅與陳長壽是一起從小長大的好朋友，為了追求金花兩人一直相互較勁，最後金花嫁給長壽，不服氣的唐大獅從此凡事都要跟大獅鬥個輸贏，某日唐大獅的兒子唐禮慶（龍劭華飾演）將情書交給陳長壽的小女兒真真，結果被長壽看到而被揍，大獅找長壽理論並約定在廟會時比試，後來長壽的二女兒妙妙（白冰冰飾演）從美國回來向金花祝壽而作罷，禮慶因此轉而追求妙妙，一段情緣兩代糾纏的錯綜三角戀情，引發一連串的爆笑劇情。「草螟弄雞公」的主題曲讓同名的臺語民謠在當時傳遍大街小巷，再度掀起一陣熱潮[15]。

- 《鐵膽英豪 (1989年歌仔戲)》--（導播）-- 為中華電視公司（華視）於1989年2月16日至1989年3月21日期間所播出的午間歌仔戲劇，全32集，每集約30分鐘。故事描述專門劫富濟貧的大英雄俠盜「奪魂鈴」於三年後再現江湖，不過此次的現身卻變成一位殺人劫財的大煞星，鬧得人人為之動惶恐，引起「京城大神捕」班建昌的關注。此時剛進城的雲中天（李如麟飾演）正牽扯進一段殺機氛圍當中。「鐵膽英豪」是由臺灣國寶級電視歌仔戲創始人「楊麗花接班人」的李如麟所主演[16]。

- 《難忘鳳凰橋(1991年電視劇)》--（導播）-- 為中華電視公司（華視）於1991年4月21日至1991年5月27日期間所播出的午間臺語連續劇，全30集，每集約30分鐘。故事敘述陳明峰（石峰飾演）和心蓮（陳美鳳飾演）相戀，為了生活必須出外討海的明峰將心愛女人託付給摯友沈少白。一日，明峰的漁船遇難，大夥以為明峰已亡，少白願意娶此時懷有身孕的心蓮，來給尚未出世的孩子一個名份，同時也應承心蓮做一對有名無實的夫妻。沒想到某日大難不死的明峰突然回來，以為自己的太太移情別戀而性情大變，一場驚濤駭浪醞釀將至。本劇改編自發生在新竹的一個少女的真實遭遇，當地也確有鳳凰橋，是當年難得一見的臺語文藝劇[17]。

- 《嘉慶君遊台灣(1992年電視劇)》--（導播）-- 為中華電視公司（華視）於1992年12月21日至1993年2月19日期間所播出的午間臺語連續劇，全34集，每集約30分鐘。故事描述尚未內定為儲君的嘉慶皇帝（孫翠鳳飾演）在清朝乾隆年間微服出巡遊歷台灣時夜宿土地公廟因廟中空間有限而將土地公神像移置一旁隔日卻忘了放回原位，結果一行人走不出村莊直到將神像放回原位才能離開的民間故事。尚未內定為儲君的嘉慶君遊台灣期間遇到土匪，幸有土地公化身的白鬍老翁相救，日後嘉慶皇帝登基後詔封該廟土地公王侯官職。「嘉慶君遊台灣」是台灣明華園戲劇總團允文允武、亦生亦旦的當家台柱孫翠鳳在華視首部非歌仔戲形態的臺語連續劇，播出期間獲得廣大迴響[18]。

- 《七俠五義 (1994年電視劇)之「蔣平娶親」、「美人如玉劍如虹」》--（導播）-- 為中華電視公司（華視）於1994年6月1日至1994年9月14日期間所播出的八點檔連續劇，全75集，每集約60分鐘。故事根據中國古典名著《三俠五義》改編，拍攝成的一部演繹大宋王朝龍、虎、犬相依相隨、相爭、相鬥的江湖武俠歷史劇。本劇原定由華視膾炙人口的1993年版「包青天」的原班人馬出演，卻逢金超群解約華視成為自由藝人，隨後帶著整個開封府演員出走到香港無綫電視。劇中包拯和公孫策改由張復建與鄧安寧接演，展昭則由焦恩俊頂替何家勁擔當演出，全因前任展昭何家勁展現與金超群之間的義氣而不續演。其他選角方面，在93版「包青天」飾演公孫策的范鴻軒在該劇中飾演八賢王，而在93版多個單元出現的田豐則在該劇中飾演襄陽王[19]。

- 《國姓爺傳奇(1995年電視劇)》--（導播）-- 為中華電視公司（華視）於1995年2月5日至1995年7月15日期間在每周六晚間十點至十一點所播出的連續劇，全26集，每集約60分鐘。故事敘述明朝隆武帝賜鄭森國姓朱，賜名成功，世稱國姓爺，此劇以鄭成功（趙樹海飾演）驅逐荷蘭人後進駐並建設台灣，在民間流傳的傳說故事為基礎來拍攝。「國姓爺傳奇」雖然在播出期間收視率很高，但因製作費太高且華視夜間新聞延長時間，當時預算只夠播出二十六集[20]。

## 其他電視作品
| 年度    | 頻道 | 節目                       | 備註 |
| 1976    | 華視 | 社教節目《法網》           | 導播 |
| 1977    | 華視 | 社教節目《跳動72》         | 導播 |
| 1978    | 華視 | 戲劇節目《濟公》           | 導播 |
| 1980    | 華視 | 兒童節目《小小主人翁》     | 導播 |
| 1981    | 華視 | 兒童節目《七十二變》       | 導播 |
| 1983    | 華視 | 旅遊節目《采風錄》         | 導播 |
| 1984    | 華視 | 兒童節目《嘎嘎嗚啦啦》     | 導播 |
| 1985    | 華視 | 特攝戲劇《月光使者》       | 導播 |
| 1986    | 華視 | 益智節目《原來如此》       | 導播 |
| 1987    | 華視 | 戲劇節目《神醫華佗》       | 導播 |
| 1989    | 華視 | 訪談節目《農村曲》         | 導播 |
| 1990    | 華視 | 單元戲劇《華視劇展》       | 導播 |
| 1991    | 華視 | 公益節目《鐸聲獎》         | 導播 |
| 1992    | 華視 | 綜藝節目《強強滾》         | 導播 |
| 1993    | 華視 | 綜藝節目《連環泡》         | 導播 |
| 1993    | 華視 | 綜藝節目《大家歡喜》       | 導播 |
| 1984~94 | 華視 | 公益節目《民族藝術薪傳獎》 | 導播 |
| 1995    | 華視 | 綜藝節目《滾球大戰》       | 導播 |
| 1996    | 華視 | 綜藝節目《勁歌金曲五十年》 | 導播 |
| 1995    | 華視 | 單元戲劇《華視劇場》       | 導播 |
| 1996    | 華視 | 戲劇節目《愛到深處無怨尤》 | 導播 |
| 1996    | 華視 | 綜藝節目《笑星撞地球》     | 導播 |
| 1996    | 華視 | 社教節目《點燈》           | 導播 |
| 1997    | 華視 | 社教節目《蓮心》           | 導播 |

## 撰寫編輯作品
- 《新營市志》[21][22][23]
- 《圓頂之下:放眼看天下》[24]

## 相關事蹟
民國七十二年，林京珍與時任/現任武廟管理人的胞弟林益仁共同商議如何行銷當時沒沒無聞的鹽水蜂炮；借由華視首個旅遊節目《采風錄》，林京珍首次將這個台南縣地方傳統元宵節慶，大膽以實況轉播的方式首度在媒體上播出，此舉竟引起全國民眾的關注，一夜之間打響了鹽水區的名號，就此把鹽水蜂炮介紹到整個台灣。自此之後這個原屬於地方性的民俗慶典活動一躍而成為台灣每年元宵節時媒體的新寵兒。而受首次及延續數年的國內外媒體報導鹽水蜂炮之國際知名度就此打開，蜂炮規模也越辦越大，不僅引進世界各地數以萬計的觀光客前往朝聖，乃至於今天「北天燈、南蜂炮」已然成為每年元宵節台灣媒體例行的報導，也讓鹽水烽炮名列當今「世界三大民俗慶典之一」及「全球最危險祭典之一」
。由於林京珍近半世紀前的宣傳推手，使得鹽水蜂炮這個當時只有五、六千人次參與的地方節慶活動之人數逐年成長，並於民國一〇八年（2019年）湧入逾60萬人的遊客，觀光人數達百倍成長。